# Stora Sundsjön (Hällaryds socken, Blekinge)
Stora Sundsjön är en sjö i Karlshamns kommun i Blekinge och ingår i Bräkneån-Mieåns kustområde. Sjön är 3,3 meter djup, har en yta på 0,0161 kvadratkilometer och befinner sig 93 meter över havet.